# Automotrice FS Ne.8
Agli albori della trazione termica in campo ferroviario furono numerosi i prototipi e gli esemplari di importazione sperimentati lungo i binari italiani. Fra di essi figuravano le automotrici Fiat Ne.8, antesignane di quella famiglia di rotabili che in seguito avrebbero avuto fortuna con il nome di "Littorine".

## Storia
Il primo progetto di quella che diverrà l'automotrice FIAT TA 180 comparve in un disegno del 26 febbraio 1924 dal titolo "Carrozza automotrice petroleo elettrica da 200 cavalli", che rappresentava una carrozza ferroviaria lunga 17.750 mm e larga 2.955 equipaggiata con un gruppo elettrogeno (motore e generatrice principale) che, installato su uno dei carrelli, sporgeva coperto da un cofano dalla testata del veicolo, mentre sul carrello opposto si trovavano i due motori elettrici che azionavano gli assi motori (rodiggio 2'Bo').
Tale disegno, di cui esisteva anche una variante a scartamento ridotto, fu modificato nel 1926 con il potenziamento del gruppo elettrogeno a 280 CV (circa 206 kW) e il suo spostamento sulla cassa, allungata di conseguenza a 19.000 mm, dando vita al progetto dell'automotrice Diesel-elettrica FIAT TA 280 del 6 ottobre 1926, il cui schema venne poi utilizzato per la realizzazione effettiva delle automotrici TA 180, costruite rispettivamente nel 1928 e nel 1929 in due esemplari a scartamento normale (1.435 mm) e due a scartamento ridotto (950 mm), con entrambe le versioni equipaggiate con il motore Diesel FIAT Grandi Motori V206, 6 cilindri in linea, quattro tempi, iniezione diretta, tarato a bordo a 180 CV (circa 132 kW).
Le due TA 180 a scartamento normale furono classificate nel parco FS come Ne 8401-8402 ed effettuarono servizio sulla Lucca-Pontedera ove furono intensamente sperimentati con cicli di prova sulla ferrovia Lucca-Pontedera, che nel 1932 vedeva le 4 coppie di accelerati in orario, classificate "AT" (Automotrice Termica), effettuate con tali rotabili i quali arrivarono a coprire il viaggio in meno di 40 minuti. Le due a scartamento ridotto furono classificate RNe 8901-8902 ed effettuarono servizio sulle linee della Sicilia, dove anticiparono di circa vent'anni le più moderne RALn 60, realizzate dalla FIAT Sezione Materiale Ferroviario nel 1949.
Classificate inizialmente CE.861.001-002, le stesse furono in seguito rinumerate Ne.8.401-402.
Anche per la loro natura di prototipi, tali rotabili furono tuttavia accantonati dopo circa un biennio: la 402 venne dunque smotorizzata e utilizzata come carrozza passeggeri, mentre la 401 fu tramutata in un carro pianale immatricolato come tipo Poz.

## Caratteristiche tecniche
Dotate di trasmissione elettrica, le automotrici offrivano 8 posti di prima classe (successivamente trasformata in seconda) e 30 di terza. La potenza erogata risultava di 132 kW, per una velocità massima di 60 km/h.